# 首都公安英烈祭奠园
首都公安英烈祭奠园，位于北京市昌平区南口虎峪景区，是为祭奠北京市公安系统英烈而建。

## 历史
自1949年中华人民共和国成立以来，直到2011年该园建成，北京市公安系统共有64人被追认为烈士，241人因公牺牲在工作岗位上。2011年4月5日，首都公安英烈祭奠园落成，在当天的祭奠活动中，北京市公安局局长傅政华，北京市政法委等有关单位负责人，北京市公安局老领导以及部分英烈家属，与北京市治安、特警、交警、消防等民警代表千余人，一同向该园内的公安英烈墙献花。
自该祭奠园建成后，北京市公安局每年清明节都在此举办主题教育活动。2013年清明节前夕，北京市公安局委托北京警察学院将2012年的烈士及因公牺牲人员姓名刻上公安英烈墙，并在清明节以“缅怀公安英烈，铸就忠诚警魂”为主题举办第三届教育活动，北京市公安局主要领导出席，北京市公安局属各单位政工领导、英烈家属代表、2012年新招录的全体新警察参加。2014年10月，北京市公安局分别在北京警察博物馆英烈墙和首都公安英烈祭奠园举办纪念公安英烈活动。

## 建筑
首都公安英烈祭奠园位于虎峪景区的北京市公安局警察训练总队内，依虎峪山而建，占地面积约1.2万平方米。由公安英烈墙、忠诚碑、首都警察形象雕塑、英烈祭奠火炬、英雄广场共五个部分组成。从英雄广场到公安英烈墙要经过2层平台，18级台阶，寓意为北京市公安局成立纪念日2月18日。
- 英雄广场宽61米，长89米，自2010年动工兴建，寓意中华人民共和国建党89周年，中华人民共和国建国61周年。[2]
- 英烈祭奠火炬：英雄广场地面嵌有一座充入石油液化气的英烈祭奠火炬，象征英烈精神永垂不朽、警察精神薪火相传。[2]
- 首都警察形象雕塑：立在英雄广场前方，高5米，下方天然石基座上刻有“忠诚”二字。[2]
- 忠诚碑：位于祭奠园中央，象征21世纪，设计融合了国旗、党旗、警徽图案，下有盾牌形基座。[2]
- 公安英烈墙：位于首都公安英烈祭奠园最北端，通体长49米，高4米，厚1米，墙体正面由9行60列共540块红色花岗岩砌成。红色花岗岩象征英烈的鲜血与赤诚之心。[2]墙上分散刻有64位烈士及241位因公牺牲人员的名字和生卒日期。2010年代牺牲的延庆派出所长祝建国，顺义派出所民警周月轩等烈士的名字都包括在内。此后，每年北京市公安局都要将前一年牺牲的烈士及因公牺牲民警刻在墙上。公安英烈墙西区刻有诗人任卫新撰写的《首都公安英烈赋》[1][4]

　　风梳南口 松掩虎峪 赤壁凝朱 花雨为泣
　　英烈碑铭 警魂伟立 铁志丹心 耿光天地
　　忠诚卫士 优秀儿女 血沃京畿 舍生取义
　　攘除邪恶 临危无惧 金盾惟坚 肝胆浩气
　　上昭先贤 下启后继 俊豪国殇 心香万亿
　　乾坤共仰 精神不去 山水流芳 国徽载誉
　　告慰缅怀 哀思长寄 遗志相承 使命赓续
　　英雄楷模 鞭策激励 誓著鸿勋 春秋永祭